# معتمدية قصيبة المديوني
معتمدية قصيبة المديوني إحدى معتمديات الجمهورية التونسية، تابعة لولاية المنستير.
معتمد قصيبة المديوني هو فادي خليل 
رئيس المجلس المحلي بمعتمديّة قصيبة المديوني هو محمد الحاج يوسف